# Emberi méltóság
Az emberi méltóság fogalma napjaink etikai és politikai gondolkodásának egyik fontos axiómája. Az emberi jogokat védő és szavatoló jogrendek alapja.

## A fogalom jelentése
Az emberi méltóság mindazon értékek összességét jelöli, amelyek az embernek és csakis az embernek, mégpedig minden egyes embernek, származásától, fejlettségi szintjétől, műveltségétől, tulajdonától stb. függetlenül a sajátjai. Az emberi méltóság olyan minőség, amely egyenlő és abszolút minden egyes emberben.
Az emberi méltóság jellemzői:
1. egyetemesség-egyenlőség;
2. elvehetetlenség-eljátszhatatlanság;
3. sérthetetlenség.

## A fogalom kialakulásának története
A fogalom kialakulásának története a sztoikus filozófiában gyökerezik, mert ez az irányzat belátva a fennálló egyenlőtlenségeket is hitet tett az emberek egyfajta alapvető egyenlősége és más élőlényektől való alapvető különbözősége mellett. Az ókori filozófia mellett a fogalom forrásvidéke a zsidó, később zsidó-keresztény kultúra, a bibliai hagyomány is. Míg a görög filozófia az embert a természettel vagy az állammal való szembeállításban ragadta meg, addig a bibliai értelmezés az embert az Istennel való kapcsolata szerint határozta meg. Így a zsidó-keresztény hagyományban az emberi méltóság alapja az Isten képmásúság.
A modernkori gondolkodásban a fogalmat Kant munkásságán keresztül értelmezzük és közelítjük meg. Nála az emberi méltóság gyökere az ember képessége értelmének használatára, így erkölcsi döntések meghozatalára.
Jogrendszerben először az Egyesült Államok függetlenségi nyilatkozatában rögzítették a fogalmat, akkor még az Istent megnevezve az ember elidegeníthetetlen jogainak forrásának. Majd a francia forradalom idején megfogalmazott Emberi és polgári jogok nyilatkozata volt a következő jogi dokumentum. A 20. századi fontos mérföldkő volt, hogy az első és a második világháború tragédiái után megalakuló ENSZ 1948-ban a modern polgári államok normájaként megfogalmazta az Emberi jogok egyetemes nyilatkozatát.
Legújabban az Európai Unió alapjogi chartája kísérelte meg az emberi méltóságon alapuló jogok összegzését 2000-ben. Az alapjogi charta része lett a Lisszaboni szerződésnek, így annak 2009. december 1-jei hatálybalépésével része az EU jogának, akár bíróságok előtt is lehet rá hivatkozni.

## A fogalomról szóló katolikus tanítás
Ókori görög gondolkodáson túl az emberi méltóság fogalmának fontos kultúrtörténeti és eszmei forrása a zsidó-keresztény kultúra és a Biblia. A fogalom jogrendszerbe ültetése mégsem köthető közvetlenül az egyházhoz. Az emberi méltóságot mint vallástól független axiómát a 19. században fedezte fel az egyház és a 20. században felismerte annak gyökereit saját eszmerendszerében is. A 19. század óta állandó hivatkozási pont lett az egyház megnyilatkozásaiban is. XIII. Leó pápa Rerum novarumától XXIII. János és VI. Pál enciklikáin a II. vatikáni zsinat okmányain keresztül napjaink egyházi megnyilatkozásaiig a katolikus tanítás számos alkalommal állt ki az emberi méltóság mellett. A II. vatikáni zsinat vallásszabadságról szóló deklarációja maga is az emberi méltóság fogalmáról kapta a nevét (Dignitatis Humanae), hiszen a vallásszabadság értékét e fogalomból vezeti le. Konkrétan az emberi méltóság katolikus értelmezését a Gaudium et spes (Az egyházról a mai világban) kezdetű konstitúciója adja meg.